# BBC One
BBC One és el primer canal de televisió de la British Broadcasting Corporation. Va ser inaugurat el 2 de novembre de 1936 amb el nom de Servei de Televisió de la BBC i va ser la primera cadena de televisió del Regne Unit. Igual que la resta de mitjans de la Corporació, aquesta cadena rep fons exclusivament a través d'un cànon televisiu, i la seva programació no s'interromp amb talls publicitaris.
BBC One destaca per oferir una programació de caràcter generalista i pels programes dels seus serveis informatius.

## Història

### Inicis de la BBC Television
El 30 de setembre de 1929 van començar, des de l'estudi de Long Acre (Londres), les primeres transmissions experimentals de televisió de la BBC Television. Per fer això la BBC va adoptar el sistema per transmissió d'imatges desenvolupat per John Logie Baird, consistent en un sistema de rastreig de la imatge de 30 línies. La retransmissió simultània de so i imatge va començar el 30 de març de 1930 a través d'un nou transmissor, i a poc a poc van començar a desenvolupar proves d'emissió continuada.
La BBC començaria a desenvolupar transmissions amb els seus propis mitjans a partir del 22 d'agost de 1932, creant per a això un nou estudi a la capital i noves infraestructures com el sistema d'emissió electrònica. Les emissions regulars de la BBC van començar oficialment l'1 d'octubre de 1936, des de la banda VHF. La cadena va adoptar el 1937 el sistema Marconi de 405 línies, el qual es va mostrar superior al de Baird pel que fa a qualitat d'imatge. En un principi, el radi d'emissions era de 40 quilòmetres al voltant del transmissor situat a Alexandra Palace, però a poc a poc el senyal va anar en augment.
La BBC es va veure obligada a interrompre abruptament el servei de televisió l'1 de setembre de 1939, al cap de poc d'esclatar la Segona Guerra Mundial. L'últim programa emès va ser una pel·lícula d'animació de Mickey Mouse.

### Desenvolupament de la televisió al Regne Unit
La BBC va reprendre els serveis de televisió el 7 de juny de 1946, amb l'aparició d'una de les presentadores de la cadena durant els anys 30, Jasmine Bligh. La Corporació es va afanyar a desenvolupar el sistema de televisió a través de tot el país, augmentant la cobertura a Birminghan el 1949 amb l'obertura d'un transmissor. Al començament dels anys 50 la cobertura del canal era total a tot el país. La seu del canal de televisió va ser a Alexandra Palace fins que la cadena es va mudar als estudis de Lime Grove als 50, i al BBC Television Centre el 1960, lloc on roman des de llavors.
Un important pas per a la consolidació de BBC Television va ser el començament regular dels serveis informatius, BBC News, el 5 de juliol de 1954, així com la transmissió d'emissions en directe com ara la coronació d'Elisabet II del Regne Unit, una de les cobertures en la història del canal.

### Aparició de cadenes privades i competència
La BBC Television va mantenir el monopoli de les emissions de televisió fins a 1955, any en què apareix la Independent Television (ITV) en virtut d'una Llei Audiovisual que pretenia desenvolupar el servei de televisió a través de la competència. Això va obligar a la BBC a canviar la seva estratègia, identitat i prioritats, obligant-la a competir per evitar una pèrdua d'audiència. Així va començar a implementar programació popular amb sèries, concursos i produccions nacionals.
Amb l'aparició de la BBC Two, aquesta cadena passa a anomenar-se BBC One i consolida la seva oferta de programació generalista, relegant al segon canal una programació de caràcter més cultural i arriscada. La cadena va passar a emetre en el sistema de 625 Línies de l'UHF l'any 1969 i va començar a emetre programació en color, cessant les emissions en 405 línies en els anys 80. A més va ampliar el seu horari d'emissions.

### BBC One en l'actualitat
El canal actualment manté la seva oferta generalista, amb una especial atenció a la producció pròpia i als seus serveis informatius, dins d'una àmplia oferta a la BBC que inclouen els nous canals digitals (BBC Three i BBC Four) i la competència contra la resta d'operadors privats (ITV1, Channel 4, Five). La cadena ha anat perdent audiència com a part del procés de diversificació de l'oferta televisiva, tot i que va recuperar en els anys 90 la condició de cadena més vista del Regne Unit.

## Programació
L'oferta del canal és generalista, però ha de mantenir uns valors de servei públic, dins del que estipula per la Corporació. Destaca en la producció de programes informatius (2.500 hores anuals), documentals i entreteniment. Dins dels seus programes informatius, la BBC News inclou BBC Breakfast, els informatius de les 13:00, 18:00 i les 22:00 (l'informatiu més vist al Regne Unit), així com la retransmissió meteorològica, programes de política i esdeveniments especials o d'última hora. Els seus informatius connecten simultàniament amb el canal de BBC News des de 1997.
El canal destaca també en la seva producció de documentals, que abasta una important part de la graella, i del drama enfocat especialment en la producció pròpia. La sèrie més vista del canal és la novel·la EastEnders, en emissió des de 1985, i també ha realitzat altres sèries venudes internacionalment com Life on Mars, Monty Python's Flying Circus, Little Britain o Doctor Who entre d'altres. Pel que fa a l'entreteniment, la BBC ha exportat a altres països formats de programes com Strictly come dancing o Have I Got News for You.
Destaquen també les emissions esportives de BBC Sport i la programació infantil de CBBC.

### Programació territorial
Per reflectir les diferents nacions que formen el Regne Unit, BBC One té desconnexions regionals per Escòcia, Gal·les i Irlanda del Nord. La programació varia segons la regió i cada centre territorial col·labora en la programació i cobertura d'esdeveniments per a la Corporació.
Fins a l'arribada l'any 2002 de la televisió digital terrestre, la qual permet la recepció de la programació regional en diferents punts, la BBC emetia un informatiu genèric anomenat UK Today que recollia les principals notícies de tots els diferents centres territorials.

## Direcció

### Directors de BBC One
- 1936-1939: Gerald Cock
- 1946-1947: Maurice Gorham
- 1947-1950: Norman Collins
- 1950-1957: Cecil McGivern
- 1957-1961: Kenneth Adam
- 1961-1963: Stuart Hood
- 1963-1965: Donald Baverstock
- 1965-1967: Michael Peacock
- 1967-1973: Paul Fox
- 1973-1977: Bryan Cowgill
- 1977-1981: Bill Cotton
- 1981-1984: Alan Hart
- 1984-1987: Michael Grade
- 1987-1992: Jonathan Powell
- 1992-1996: Alan Yentob
- 1996-1997: Michael Jackson
- 1997-2000: Peter Salmon
- 2000-2005: Lorraine Heggessey
- 2005-2007: Peter Fincham
- 2007-2008: Roly Keating
- 2008-2009: Jay Hunt